# Abilio Calderón Rojo
Abilio Calderón Rojo (Grijota, 22 de fevereiro de 1867 — Palencia, 10 de julho de 1939). Advogado, ministro e político espanhol.
Foi ministro do Fomento e ministro do Trabalho, Comércio e Indústria no reinado de Alfonso XIII.